# Cléber Santana
Cléber Santana Loureiro (Olinda, 27 giugno 1981 – La Unión, 28 novembre 2016) è stato un calciatore brasiliano, di ruolo centrocampista.

## Carriera
Cresciuto nelle giovanili dello Sport, ha speso la maggior parte della sua carriera in patria vestendo, tra le altre, le maglie di Santos, San Paolo e Flamengo.
È deceduto insieme alla quasi totalità dei suoi compagni di squadra in seguito all'incidente aereo che ha coinvolto la Chapecoense che si stava recando a Medellín per disputare la finale di andata della Copa Sudamericana contro l'Atlético Nacional.

## Palmarès

### Club

#### Competizioni statali
- Copa Nordeste: 1

Sport: 2000
- Campionato Pernambucano: 1

Sport: 2000
- Campeonato Baiano: 1

Vitória: 2004
- Campeonato Paulista: 2

Santos: 2006, 2007
- Campionato Catarinense: 1

Chapecoense: 2016

#### Competizioni internazionali
- Coppa Sudamericana: 1

Chapecoense: 2016 (postumo)